# Nürburgring Südschleife
Nürburgring Südschleife – tor wyścigowy, wliczający się do toru Nürburgring. Znajdował się on w miejscowości Nürburg.
Tor wybudowano wraz z Nordschleife (niem. Północna Pętla) w 1925 roku. Oba tory miały wspólne dwie równoległe proste, dzięki czemu mogły one być łączone. Oficjalnie Grand Prix Niemiec było organizowane na Północnej Pętli. Tory były łączone przy okazji innych wyścigów. Z biegiem czasu tor tracił na znaczeniu, przez co coraz bardziej niszczał. W ostatnich latach jego istnienia praktycznie nie był używany w ogóle. W latach 80. większość Południowej Pętli wysadzono w powietrze, inne odcinki zarastają pośród lasów, a niewielki odcinek, nadający się do jazdy, został przemieniony w drogi publiczne. Na miejscu Südschleife wybudowano nowoczesny tor, Nürburgring GP-Strecke.